# Ланкастерхаузская конференция 1979 года
Ланкастерхаузская конференция (англ. Lancaster House Conferences) — переговоры в Лондоне, проведённые при посредничестве Великобритании между правительством Зимбабве-Родезии и повстанческими движениями ЗАНУ и ЗАПУ. Состоялась в сентябре—декабре 1979 года. Соглашение было заключено 21 декабря.
Достигнутые договорённости предусматривали прекращение огня, временное восстановление статуса Южной Родезии как британской колонии, принятие новой Конституции, проведение многорасовых свободных выборов, планирование земельной реформы. Итогом стало провозглашение независимости Зимбабве в апреле 1980 года и приход к власти чернокожего большинства в лице партии ЗАНУ во главе с Робертом Мугабе.
На конференции были представлены:
1. Британское правительство в лице Питера Карингтона и др.
2. «Патриотический фронт», в лице Роберта Мугабе, Джошуа Нкомо и др. («Патриотический фронт» представлял собой коалицию ЗАПУ и ЗАНУ.)
3. Правительство Зимбабве-Родезии в лице Абеля Музоревы, Яна Смита и др.[1]